# Hiilikuoppasaaret
Hiilikuoppasaaret är öar i Finland. De ligger i Ruotsalainen och i kommunen Asikkala och landskapet Päijänne-Tavastland, i den södra delen av landet, 130 km norr om huvudstaden Helsingfors. Arean för den av öarna koordinaterna pekar på är 0,9 hektar och dess största längd är 150 meter i sydöst-nordvästlig riktning. Vähä Korkeasaari och Rekisaari är namnet på två av öarna i gruppen.